# 杜之偉
杜之偉（と しい、508年 - 559年）は、南朝梁から陳にかけての文人・学者。字は子大。本貫は呉郡銭塘県。

## 経歴
梁の奉朝請の杜規の子として生まれた。儒学のうち三礼を家伝とする家に生まれた。7歳で『尚書』を学び、ややあって『詩経』と礼を習うと、その学問の概要に通じた。15歳のときには、経書や史書および儀礼の故事を通読して、当時の人々にその早熟を賞賛された。僕射の徐勉は之偉の文章を見て、その筆力を重んじた。
中大通元年（529年）、梁の武帝が同泰寺に幸して捨身し、徐勉に儀註を制定するよう命じると、之偉は徐勉に召し出されて儀註の草案を作成した。之偉は東宮学士に任じられ、同じく学士の劉陟らとともに群書を編纂して、おのおのの題目を作った。『富教篇』と『政道篇』を編纂すると、ともに之偉が序文をつけた。湘陰侯蕭昂が江州刺史となると、之偉はその下で記室となった。大同元年（535年）、蕭昂が死去し、廬陵王蕭続が代わって江州刺史となると、之偉はまた召し出されたが、固辞して蕭昂の柩を送って建康に帰った。そのまま臨城公蕭大連の侍読となった。まもなく揚州議曹従事・南康嗣王墨曹参軍となり、太学限内博士を兼ねた。
大同7年（541年）、皇太子蕭綱が国学で釈奠したとき、ときに楽府に孔子と顔子登の歌詞がなかったため、之偉は尚書参議令として歌詞の文章を作成した。安前邵陵王田曹参軍に転じ、さらに刑獄参軍に転じた。
侯景の乱が起こると、之偉は山沢に逃げ隠れた。陳霸先が丞相となると、之偉は召し出されて記室参軍に任じられた。紹泰元年（555年）、中書侍郎に転じ、大著作を兼ねた。永定元年（557年）、陳が建国されると、之偉は鴻臚卿に任じられた。著作の任を解くよう願い出たが、許されなかった。まもなく大匠卿に転じ、太中大夫となり、『梁史』の編纂にあたった。
永定3年（559年）、死去した。享年は52。通直散騎常侍の位を追贈された。『文集』17巻が残された。

## 伝記資料
- 『陳書』巻34 列伝第28
- 『南史』巻72 列伝第62